# R-37 (ミサイル)
R-37（ロシア語: Р-37、К-37）は、ロシア連邦のヴィーンペル科学製造連合で開発された長距離空対空ミサイル（Авиационная управляемая ракета класса "воздух-воздух" большой дальности, РВВ-БД）。NATOコードネームはAA-X-13（R-37）、AA-13 Arrow（R-37M）。開発名称はIzdeliye 610（イズジェリェ-610）。MiG-31Mの次期主武装として、R-33（AA-9 Amos）を基に開発された。KS-172と競合してきたが最終的に本ミサイルが選択された。

## 開発
R-37はMiG-31M向けに1983年より始められ、1988年に最初のテストが行われた。この際ミサイルは誘導装置を搭載せず、オートパイロットで飛行した。
1989年には誘導装置のテストも開始され、1994年4月には304km離れた目標に命中している。しかし、経済の混乱に伴う予算不足やシーカーなどのコンポーネントを供給していたウクライナの独立によりそれらの国産化が必要になるなど開発は遅れ、1997年のMAKSに展示されたものの、翌年の1998年に開発がいったん停止された。2006年より、MiG-31BM用としての開発が再開されたモデルは改良型で、改修型を示すMが形式に付加されてR-37Mと呼ばれ、2011年のMAKSにおいて初めて公開された。
R-37Mは2014年に正式に採用され、(2015年時点では)2016年初めより製造が開始される予定とされた。2018年7月、ロシア国防省はR-37Mの試験完了を報告した。
R-37Mの発展型としてSu-57の内部兵装庫に装備できるIzdeliye 810と呼ばれるタイプが開発されているとされている。

## 特徴と性能

ミサイルの側面図

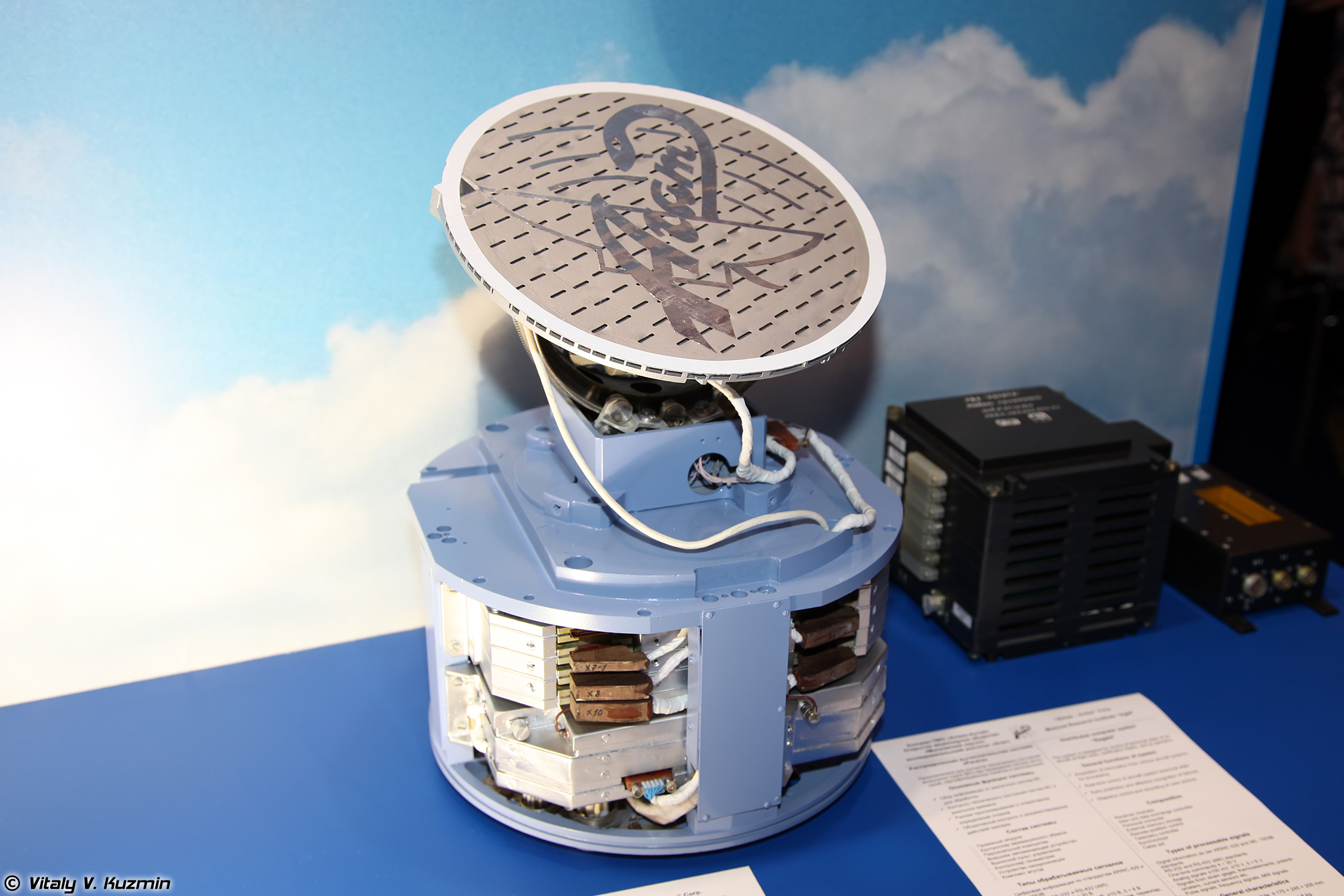
MAKSで展示された9B-1103M-350シーカー（2013年撮影）

R-37は、R-33をベースに終端誘導方式にアクティブ・レーダー・ホーミングを追加した改良型である。
中間航程では慣性誘導を用い、終末航程にセミアクティブ・レーダー・ホーミング誘導を用いる場合約25kmのところで、アクティブ・レーダー・ホーミング誘導を用いる場合は75kmで切り替え目標を撃墜する。指令誘導の必要ない射程であれば撃ち放し能力を持ち、この場合の距離は左右60度以内のRCSが5m2程度の目標に対し40kmである。ミサイルを発射後に誘導することも可能である。
寿命は8年または50回の飛行（未舗装の場合20回）、飛行後の運用時間は3時間である。運用はAKU-410-1およびAKU-620ランチャーから実施される。
R-37はAIM-54 フェニックスよりもさらに大きく重い（フェニックスと比べて全長が14cm長く、150kg重い）大型空対空ミサイルであり、機動性は8G程度である。そのため、爆撃機の迎撃や、AWACSを護衛機の手が届かない遠距離から撃ち落とすのが主な用途だと思われる。実際、2011年のMAKSで公開された映像内ではこのような運用がされているのが見受けられる。尤も、R-37で武装した機体が任務を達成するためには、敵性空域において常時巡回、哨戒活動を行う戦闘機やAWACSのレーダー、地上要撃管制によるBARCAP、AWACSから数百km離れた空域を防護するHAVCAPを陽動、制圧するための任務部隊、強力な電子支援・対抗手段との共同が不可欠である。また、Su-35Sでの運用を考慮した場合、Su-35Sが搭載するイールビスレーダーの探知距離は最大およそ400kｍではあるものの、MiG-31BMのザスロンAMレーダーと比較すると捜査範囲が狭く、MIG-31BMと同様の広範囲にわたって空域を防護し、目標の補足と破壊を行うにはA-50Uような大型のレーダーとの連携が必要になるという。
第4世代戦闘機のような、より低いRCSの航空機に対して使用されるケースでは、MiG-31BM、Su-35Sのいずれにおいても補足・発射可能な距離が100km-200kmか、さらに短くなるため、上記のような射程の優位性は低減するものの、敵航空機や防空レーダー、SAMの哨戒活動が低下した条件下において、MAWSやレーダーの捕捉性能が劣る機体、敏捷性の低い機体に向けて発射した場合、接近を感知できても極超音速で飛来するミサイルの誘導範囲から逃れるのは困難であり、一定の有効性を示すようである。2022年2月より開始されたロシア・ウクライナ戦争で、ロシア国防省はR-37Mで武装したMiG-31BMによるウクライナ空軍のMiG-29やSu-25の撃墜を発表しており、このことから自国の領空内で滞空し、地対空ミサイルの射程外から哨戒するMiG-31BMやSu-35Sの存在は、前線の上空でFORCAPや近接航空支援、航空阻止を遂行するウクライナ空軍にとって重大な脅威のようである。

## 派生型
R-37
基本型。試験用として何基かが製造されたもの、前述の理由から量産されず、後述のR-37Mに吸収された。
R-37M
R-37として初めて量産された形式。開発名称はIzdeliye 610M（イズジェリェ-610M）。投棄式のロケットブースターを装着することで射程を300 - 400kmに延長が可能とされる。R-37がMiG-31での運用に特化していたのに対し、R-37Mは、Su-35やSu-57といった他の航空機に統合される可能性がある。翼下のパイロンに懸下される際はAKU-620ランチャーから発射される。R-37と比較して弾頭部分が140mm短縮され4.06mとなり、後部下側のフィンに存在していた折り畳み機構は除去され平坦になっている。
R-37ME（RVV-BD）
MAKS-2011で発表された輸出型。開発名称はIzdeliye 620（イズジェリェ-620）。
RVV-BD-UD
使用、貯蔵、輸送などの訓練用。
RVV-BD-STR
弾頭を装備しない戦闘訓練用。
RVV-BD-SD
整備訓練用。
RVV-BD-GM
飛行研究型。

Izdeliye 810
R-37MをベースにSu-57のウェポンベイに搭載できるよう中央の翼を除去するなどした改良型。開発中。

## 搭載機
MiG-31M/BM
R-33の後継として搭載。
MiG-35
主兵装として搭載可能。
Su-30SM2
主兵装として搭載可能。
Su-35S
主兵装として搭載可能。
Su-57
主兵装として搭載する(外装)。